# Nothoprocta curvirostris
La perdiz de pico curvo o tinamú de pico curvado (Nothoprocta curvirostris) es un tipo de perdiz común en pastizales de grandes alturas y en los hábitats de monte bajo en los Andes de América del Sur.

## Etimología
Crypturellus está formado por tres palabras en latín o griego. Kruptos significa cubierto u oculto, oura significa cola oura y ellus significado diminutivo. Por lo tanto Crypturellus significa pequeña cola oculta.

## Taxonomía
Todos las perdices son de familia Tinamidae, y en el gran esquema también de las Ratites. A diferencia de otras aves corredoras, las perdices pueden volar, aunque en general no son buenas voladoras. Todas las aves corredoras evolucionaron desde la prehistoria a las aves que vuelan, y las perdices son el pariente vivo más cercano de estas aves.

### Subespecies
La Perdiz de pico curvo tiene dos subespecies de la siguiente manera:
- N. c. curvirostris, esta raza se encuentra en los Andes del centro y sur de Ecuador y norte del Perú (Cordillera del Cóndor)[3]
- N. c. peruviana se encuentra en los Andes del norte y centro de Perú, este de Piura, Cajamarca, Amazonas, oeste de San Martín, La Libertad, y las regiones de Ancash y Huánuco[3]

### Características
La Perdiz de pico curvo es de aproximadamente 28 cm de longitud. Sus partes superiores son de color marrón oscuro con rayas blancas y manchadas de negro. Su pecho es rojizo y con manchas blancas, su vientre es beige leonado y su corona es de color negro, los lados de su cabeza, y su garganta y parte anterior del cuello son de color blanco. Por último, las patas son de color marrón.

## Comportamiento
Al igual que otras perdices, la Perdiz Adornada come la fruta de la tierra o arbustos de baja altitud. También se alimentan de pequeñas cantidades de invertebrados, capullos de flores, hojas tiernas, semillas y raíces. El macho incuba los huevos que pueden provenir de hasta cuatro hembras diferentes, y luego criarlos hasta que están listos para defenderse por sí mismos, usualmente de 2 a 3 semanas. El nido se encuentra en el suelo, en arbustos densos o entre elevadas raíces contrafuertes.

## Distribución y Hábitat
Esta perdiz vive en los Andes del centro y sur de Ecuador y el norte y centro de Perú. Prefieren las praderas de 2,800 a 3,700 m (9,200-12,100 pies) de altitud. También se pueden encontrar en zonas de arbustos y pastizales de gran altura.

## Conservación
La lista de la UICN sitúa a esta especie como de preocupación menor, con una distribucíon de 30.000 km² (12.000 millas cuadradas).